# Donauried

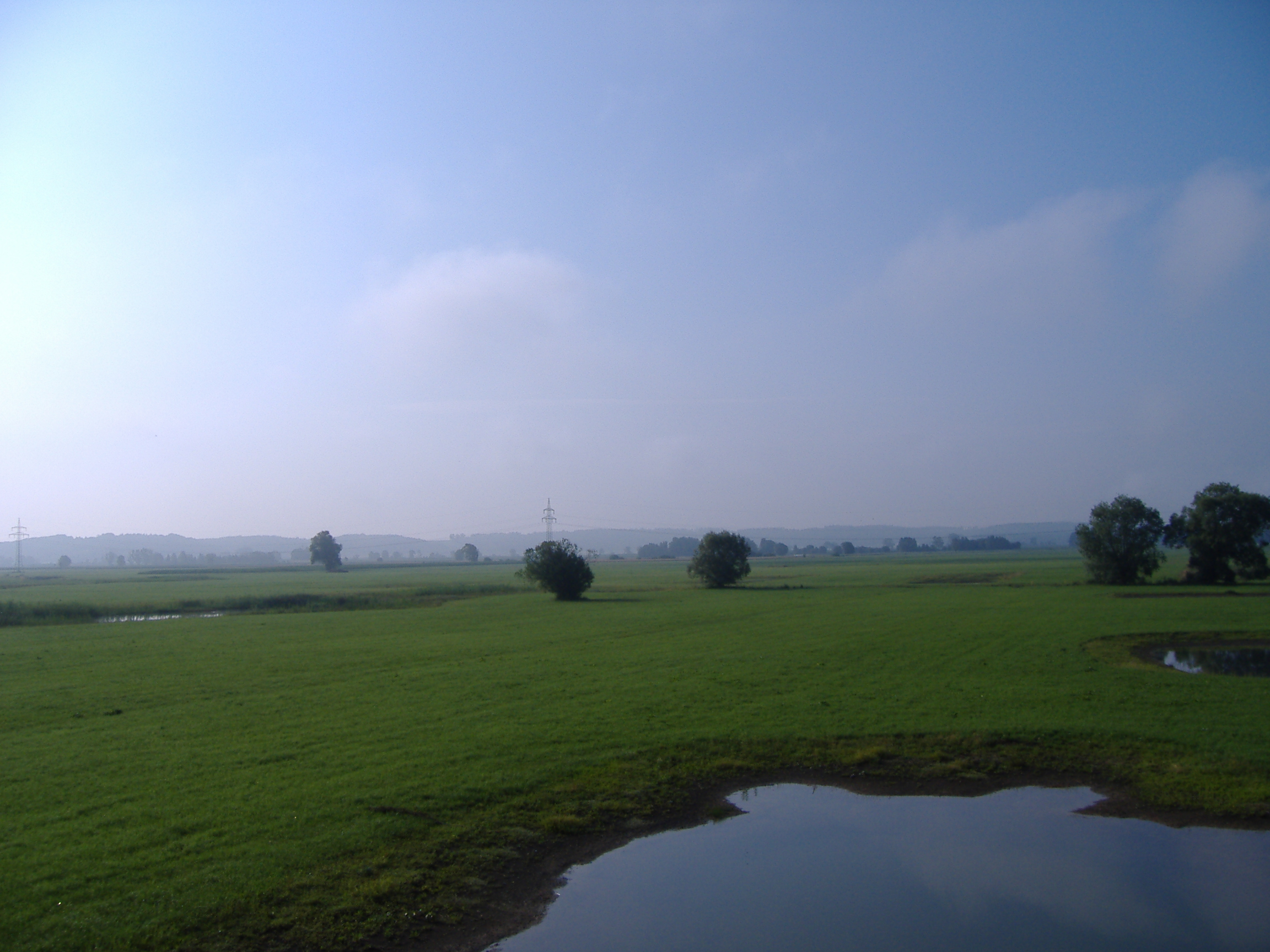
Vogellebensraum östliches Donauried

Das Donauried ist eine Flusslandschaft im westlichen Bayern (und zu einem kleineren Teil im östlichen Baden-Württemberg) zwischen Ulm/Neu-Ulm und Donauwörth. Auwald prägt das Bild von Ulm bis Lauingen. Ferner sind der Stausee bei Faimingen, das Schwäbische Donaumoos zwischen Ulm und Gundelfingen sowie die Gundelfinger Parklandschaft in diesem Feuchtgebiet der Donau mit internationaler Bedeutung gemäß der Ramsar-Konvention beachtlich. Mehrere Teile des Donaurieds sind als Naturschutzgebiete besonders geschützt. Vögel, Amphibien, Libellen, Heuschrecken und Tagfalter finden in den Niedermooren Lebensräume. Einige im Donauried heimische Pflanzenarten stehen als gefährdet auf der Roten Liste. Mehrere Naturschutzgebiete, z. B. Apfelwörth oder Vogellebensraum östliches Donauried, sollen den Artenreichtum bewahren. Besondere Erwähnung verdient die erst innerhalb der letzten Jahre geglückte Wiederansiedlung von Weißstörchen (Offingen, Gundelfingen, Lauingen, Höchstädt).
Die ehemals moorige Ebene ist zwar relativ gering besiedelt, wird jedoch umso intensiver vom Menschen genutzt. Dies begann mit der Flussbegradigung zwischen 1806 und 1867 (Donaukorrektur). Ziel war dabei das Gewinnen von Grünland für die Landwirtschaft. Mit Hochwasserdeichen wurde später für Überschwemmungen vorgesorgt. Zwischen 1961 und 1984 entstanden Staustufen zu Wasserkraftwerken.
Das Donauried verfügt über wertvolle Kiesvorkommen höchster Qualität. Durch den Kiesabbau sind etwa 700 Baggerseen in der Region anzutreffen, welche im Sommer Badegäste auch aus weiter angrenzenden Gebieten anlocken.
Durch die schnelle Ableitung des Grund- und Oberflächenwassers in die Donau und deren Eintiefung im Flussbett droht der Grundwasserpegel weiter zu sinken. Dies kommt einerseits ökonomischer Flächennutzung entgegen. Dem steht andererseits jedoch die Bedrohung der Naturlandschaft und der Artenvielfalt im Donauried gegenüber. Teile des Donaurieds sind als Vogelschutzgebiet bzw. Landschaftsschutzgebiet ausgewiesen. Die Landeswasserversorgung, ein Fernwasserversorger in Baden-Württemberg, bezieht Teile ihres Trinkwassers aus dem Grundwasser des Donaurieds.

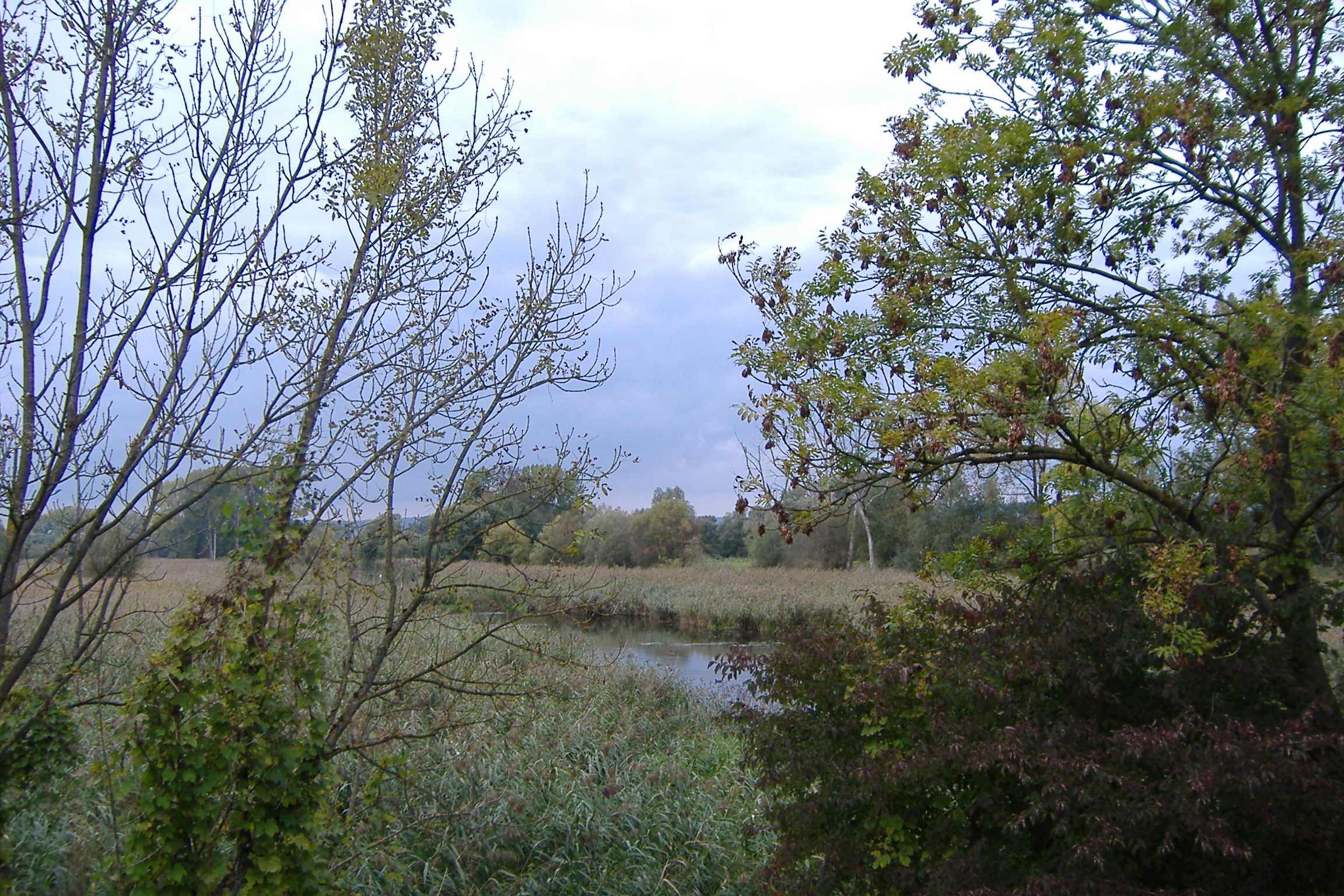
Im Naturschutzgebiet Apfelwörth brüten über 70 gefährdete Vogelarten
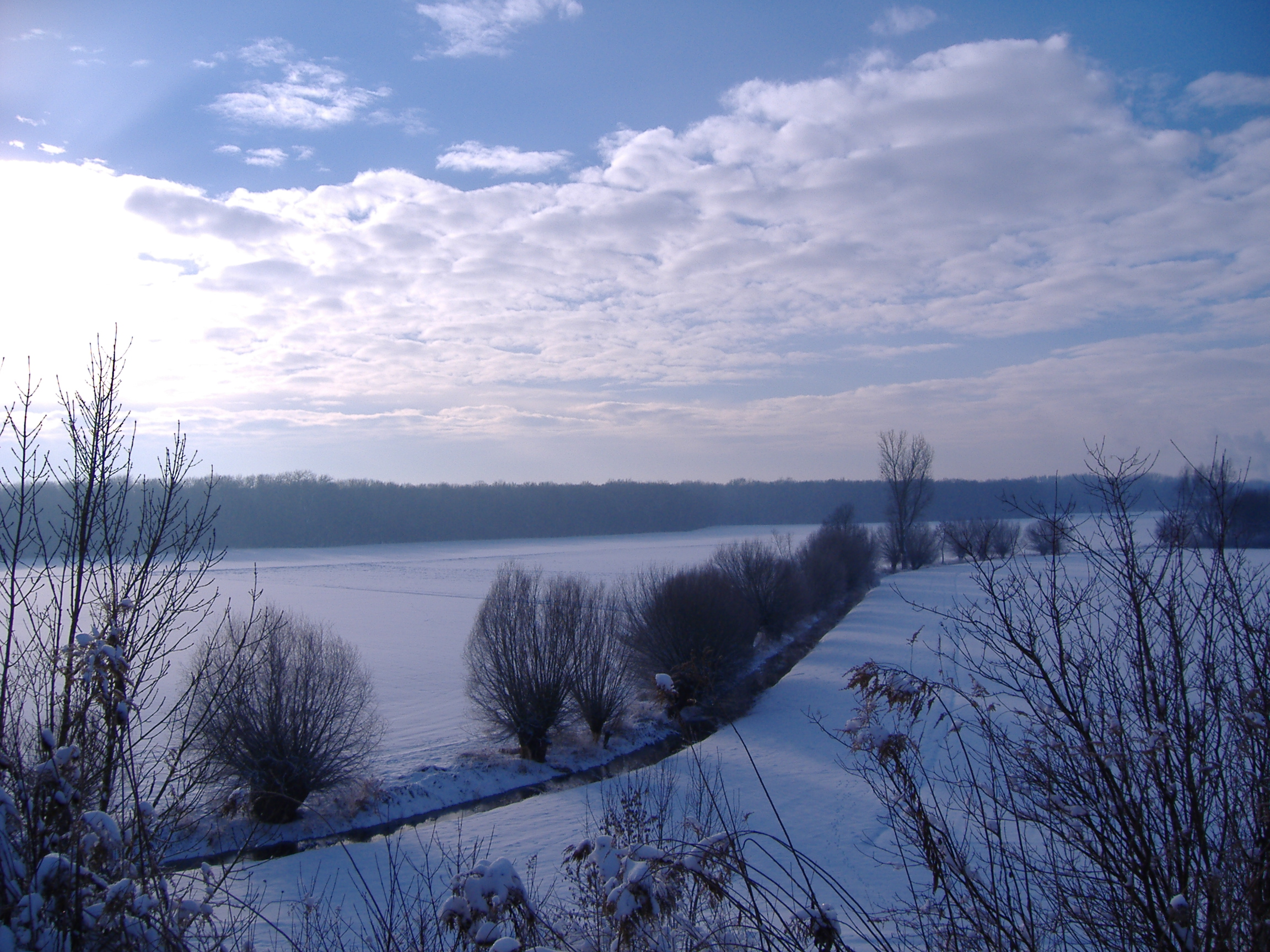
Das Donauried im Winter in der Nähe von Dillingen an der Donau
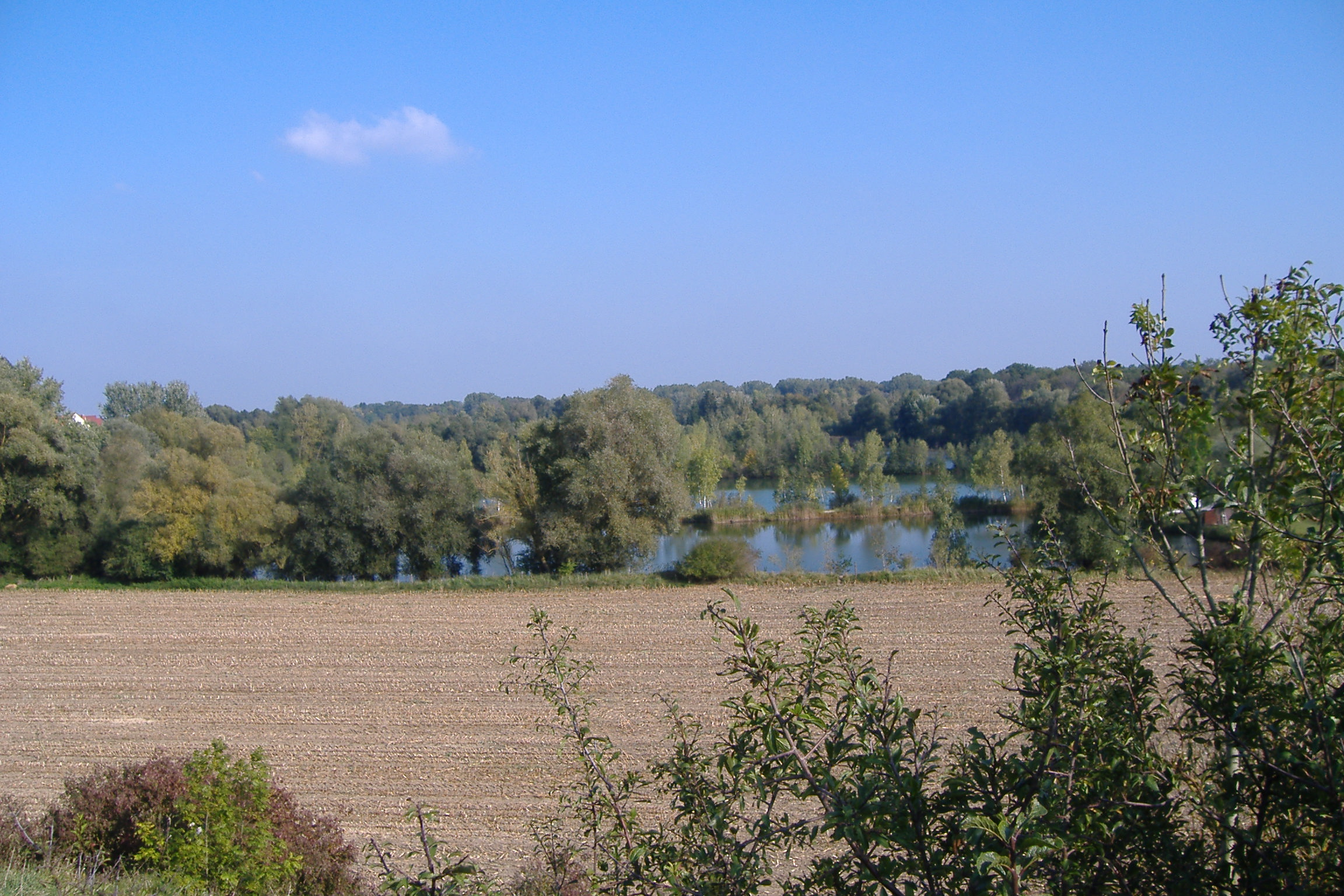
Viele kleine Baggerseen durchziehen das Donauried
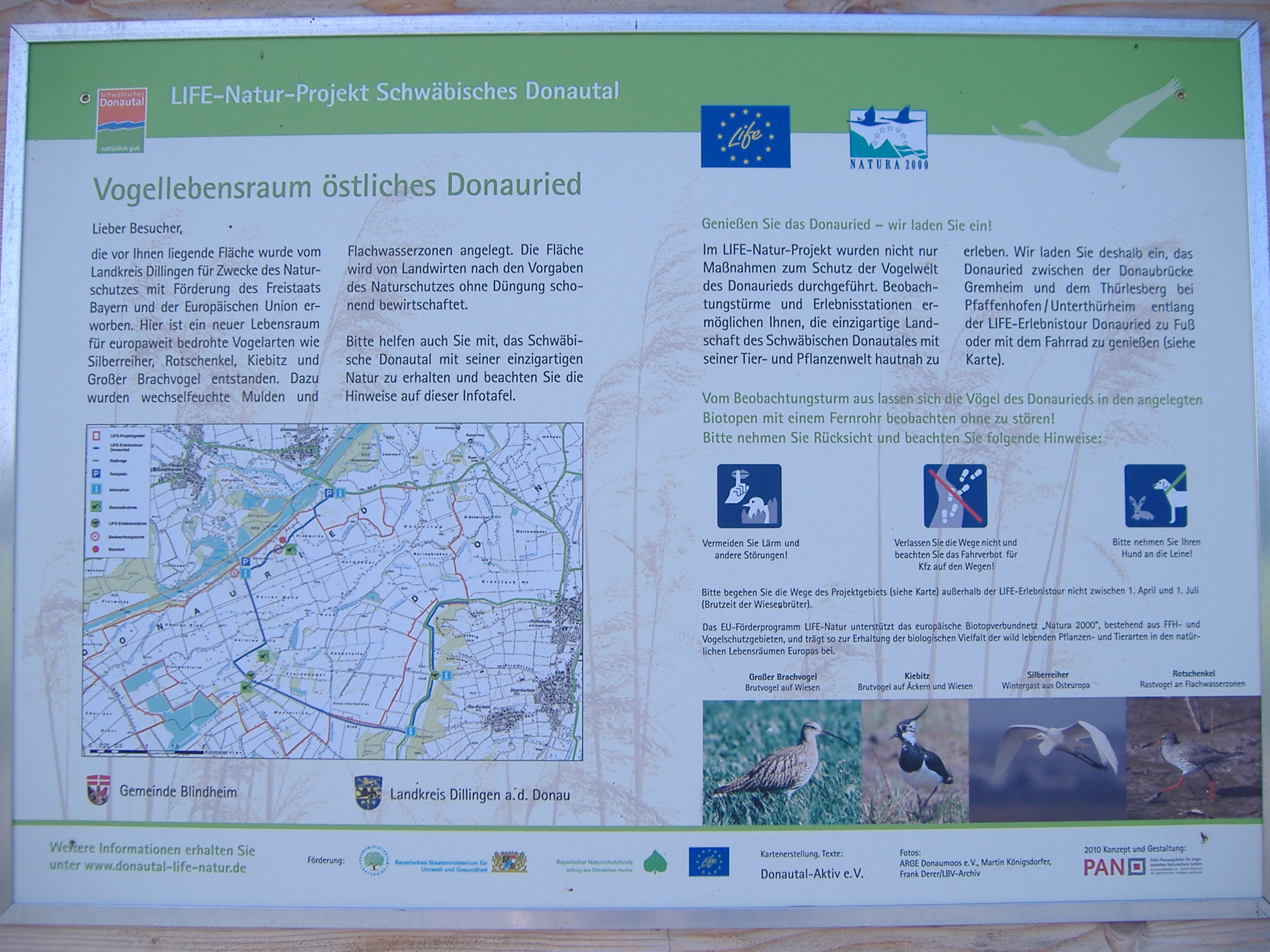
Infotafel: Vogellebensraum östliches Donauried
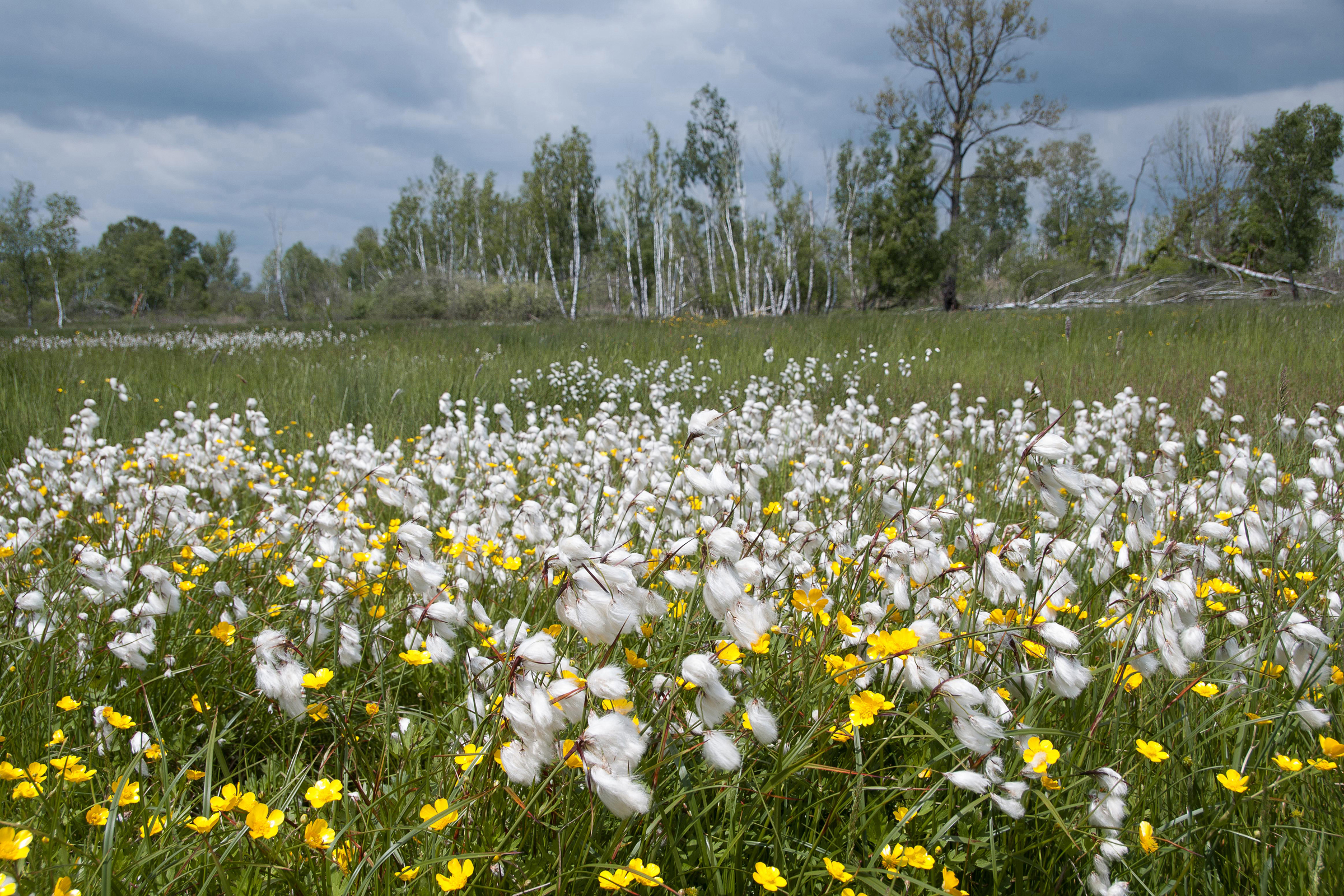
NSG Leipheimer Moos, moortypische Flora: Wollgras zwischen Riedgräsern